# NGC 4080
NGC 4080 (другие обозначения — UGC 7068, MCG 5-29-6, ZWG 158.12, KUG 1202+272, IRAS12023+2715, PGC 38244) — галактика в созвездии Волосы Вероники.
Этот объект входит в число перечисленных в оригинальной редакции «Нового общего каталога».

В 2014 году в галактике была зафиксирована сверхновая MASTER OT J120451.50+265946.6 типа Ib.